# Elecciones provinciales de Río Negro de 2011
Las elecciones generales de la provincia de Río Negro de 2011 tuvieron lugar el domingo 23 de septiembre del mencionado año, con el objetivo de renovar las instituciones provinciales y municipales de la provincia, en desfase con las elecciones presidenciales y legislativas a nivel nacional, las cuales tendrían lugar en octubre del mismo año. Fueron las octavas elecciones provinciales desde la restauración de la democracia en Argentina en 1983, así como los duodécimos comicios rionegrinos desde la provincialización del territorio en 1958. Bajo la constitución provincial vigente, se debía elegir al Gobernador y al Vicegobernador en fórmula única, así como a los 46 integrantes de la Legislatura Provincial mediante un sistema mixto proporcional y distrital, conformando los poderes ejecutivo y legislativo de la provincia para el período 2011-2015. Al mismo tiempo o en forma desfasada, se eligió a las autoridades locales de treinta municipios de la provincia, compuestos por un intendente con un mandato de dos o cuatro años que ejercería el poder ejecutivo y un Concejo Deliberante a cargo del poder legislativo.
Al igual que en las anteriores elecciones, estos comicios fueron una competencia entre la Concertación para el Desarrollo, coalición liderada por la Unión Cívica Radical (oficialista en la provincia desde la restauración de la democracia) y cuyo candidato fue el exministro de Educación César Barbeito, y el Frente para la Victoria, coalición gobernante a nivel nacional y encabezada por el Partido Justicialista, cuyo candidato fue el exintendente de General Roca Carlos Ernesto Soria. Tanto Barbeito como Soria se consideraban favorables al gobierno nacional de Cristina Fernández de Kirchner, ya que Soria pertenecía al justicialismo kirchnerista, mientras que Barbeito integraba el sector de la UCR conocido como los «Radicales K». La tercera fuerza fue la Coalición Cívica para la Afirmación de una República Igualitaria, nuevamente con Magdalena Odarda como candidata. El Partido Socialista presentó al exministro de Economía provincial Omar Lehner. Hubo otros tres candidatos.
Las elecciones resultaron tener un carácter histórico, ya que el postulante justicialista, Soria, obtuvo un resonante triunfo con el 51,04% de los votos positivamente emitidos contra el 37,63% logrado por Barbeito, constituyendo la primera derrota gubernativa para el radicalismo rionegrino desde la restauración de la democracia, y solo la segunda victoria del peronismo desde 1973. Con este resultado se puso fin a la única hegemonía provincial ininterrumpida de la UCR en Argentina y, hasta la fecha, los únicos dos partidos políticos argentinos que han gobernado provincias sin sufrir una derrota gubernativa desde la democratización son el PJ y el Movimiento Popular Neuquino. En tercer lugar se ubicó Odarda con el 5,51% de los votos y en cuarto lugar Lehner, con el 2,15%. Los demás candidatos no superaron el 2%. Con respecto a la legislatura, el FpV obtuvo una aplastante mayoría parlamentaria con 30 de los 46 escaños contra 15 de la Concertación (contando las colectoras con el Partido Provincial Rionegrino y Unidos por Río Negro) y una del ARI (correspondiente a la propia Odarda). La concurrencia a votar fue del 77,10% del electorado registrado.
Soria asumió su mandato el 10 de diciembre de 2011. Sin embargo, fue asesinado por su esposa, Susana Freydoz, el 1 de enero de 2012, tan solo tres semanas después, siendo reemplazado por su vicegobernador Alberto Weretilneck, del Frente Grande (FG). Weretilneck se distanciaría del Frente para la Victoria a nivel nacional y fundaría la fuerza provincial Juntos Somos Río Negro.

## Contexto
Después de la restauración de la democracia en Argentina en 1983, la provincia de Río Negro fue hegemonizada por la Unión Cívica Radical, dominación electoral que perduró más allá de las debacles continuas sufridas por el partido a nivel nacional. Sucesivamente fueron gobernadores los radicales Osvaldo Álvarez Guerrero (1983-1987), Horacio Massaccesi (1987-1995), Pablo Verani (1995-2003) y Miguel Ángel Saiz (2003-2011). En 1987, Río Negro fue una de las dos únicas provincias, junto con Córdoba, donde el Partido Justicialista no pudo imponer a sus candidatos gubernativos. Tras la derrota de Ramón Mestre en Córdoba en 1998, Río Negro pasó a ser la única hegemonía provincial sobreviviente de la UCR. La permanencia del radicalismo en el poder se dio en mayor o menor medida a una política de «territorialización» progresiva impulsada por las autoridades del partido, en ocasiones desmarcándose casi por completo de los lineamientos del Comité Nacional Radical, así como a la división de la oposición en más de un candidato fuerte, restando votos al peronismo. Esta política llegó a su punto máximo durante la gobernación de Miguel Ángel Saiz, que alineó su gobierno con el sector conocido como «Radicales K», ligado al gobierno justicialista de Néstor Kirchner. Esta alianza, conocida como Concertación para el Desarrollo, resultó clave para que Saiz obtuviese su reelección sobre el peronista también kirchnerista Miguel Ángel Pichetto en 2007. Sin embargo, el justicialismo pareció fortalecerse en la provincia después e su victoria en los comicios legislativos de medio término de 2009, evidenciando un desgaste del radicalismo rionegrino después de más de un cuarto de siglo en el poder.

## Reglas electorales

### Cargos a elegir
Las elecciones se realizaron bajo el texto constitucional sancionado el 3 de junio de 1988, siendo los sextos comicios provinciales que tenían lugar bajo dicha carta magna provincial. La misma establecía los siguientes cargos y procedimientos de elección:
- Gobernador y vicegobernador electos por mayoría simple.
- 46 diputados, la totalidad de los miembros de la Legislatura Provincial:
  - 22 diputados electos por toda la provincia por sistema d'Hondt con un piso electoral de 5%.
  - 24 diputados electos en 8 circuitos electorales de 3 diputados cada uno por sistema d'Hondt con un piso electoral de 5%.

### Renovación legislativa
| Alto Valle Centro Alto Valle Este Alto Valle Oeste Andino Atlántico Línea Sur Valle Inferior Valle Medio | Alto Valle Centro Alto Valle Este Alto Valle Oeste Andino Atlántico Línea Sur Valle Inferior Valle Medio | Alto Valle Centro Alto Valle Este Alto Valle Oeste Andino Atlántico Línea Sur Valle Inferior Valle Medio | Alto Valle Centro Alto Valle Este Alto Valle Oeste Andino Atlántico Línea Sur Valle Inferior Valle Medio |
| Circuito                                                                                                 | Diputados circuitales                                                                                    | Diputados poblacionales                                                                                  | Total |
| --- | --- | --- | --- |
| Alto Valle Centro                                                                                        | 3 | 22 | 46 |
| Alto Valle Este                                                                                          | 3 | 22 | 46 |
| Alto Valle Oeste                                                                                         | 3 | 22 | 46 |
| Andino                                                                                                   | 3 | 22 | 46 |
| Atlántico                                                                                                | 3 | 22 | 46 |
| Línea Sur                                                                                                | 3 | 22 | 46 |
| Valle Inferior                                                                                           | 3 | 22 | 46 |
| Valle Medio                                                                                              | 3 | 22 | 46 |
| Total | 24 | 22 | 46 |

## Candidaturas
La oficialista Unión Cívica Radical, gobernante en la provincia desde 1983, realizó internas para elegir a su candidato gubernativo el domingo 13 de marzo de 2011, varios meses antes de las elecciones. Hubo tres precandidatos para la gobernación: el ministro de Educación provincial César Alfredo Barbeito por la «Lista Rojo + Rojo», el vicegobernador en ejercicio Bautista Mendioroz por la «Lista Blanca, Roja y Blanca», y el diputado nacional Fernando Chironi por al «Lista Blanca, Roja y Celeste». Barbeito pertenecía al sector de los radicales K que encabezaba Saiz, el gobernador saliente. Medioroz por su parte, lideraba un sector del radicalismo rionegrino disconforme con la alianza con el gobierno, y consideraba que era preferible comenzar una postura opositora con mejores relaciones con el Comité Nacional. Chironi criticó a ambos precandidatos, afirmando que ambos representaban un mismo modelo, y que solo estaban divididos por cuestiones de poder, apoyando una colaboración mucho más directa con el candidato presidencial del partido, Ricardo Alfonsín, y definiéndose como el «candidato orgánico» del partido. El compañero de fórmula de Barbeito en las internas partidarias fue el ministro de Producción provincial Juan Accatino, mientras que Mendioroz concurrió con el exgobernador Pablo Verani como candidato a vicegobernador, y Chironi con Pablo Álvarez Guerrero. Sin embargo, se consideraba que la presentación de candidatos a vicegobernador era una formalidad de las internas partidarias, pues era probable que el radicalismo cediera el segundo puesto a alguno de sus aliados electorales.
A pesar de contar con el apoyo del aparto partidario provincial y del gobernador saliente, Barbeito obtuvo un triunfo ajustado, con 24.745 sufragios, que representaron el 50,76% de los votos positivamente emitidos. Mendioroz se ubicó en segundo puesto con 21.128 votos, un 43,32%. Por último, Chironi logró solo 2.879 adhesiones, o sea el 5,92% restante. De los aproximadamente 390.000 electores entre afiliados e independiente registrados para votar, emitieron sufragio 48.752 votantes. Después de las internas, la UCR reeditó la coalición con la que había ganado las dos elecciones anteriores, la Concertación para el Desarrollo, que incluía al Movimiento de Integración y Desarrollo, al Partido Intransigente y al Partido Victoria Popular, incluyendo también dos colectoras, nuevamente la del Partido Provincial Rionegrino (que concurrió por tercera vez consecutiva con boleta propia pero apoyando a un candidato salido del bipartidismo tradicional), y Unidos por Río Negro. Tal y como se esperaba, finalmente el candidato a vicegobernador surgió del acuerdo de coalición y fue el exintendente de Cipolletti y exdiputado nacional Julio Arriaga, a pesar de que este había sido hasta hacía muy poco un firme opositor al gobierno de Saiz, y de hecho había sido el candidato a vicegobernador del Frente para la Victoria cuatro años atrás, secundando a Miguel Ángel Pichetto.
La principal fuerza de la oposición, el Partido Justicialista, volvió a conformar la coalición Frente para la Victoria, gobernante a nivel nacional con Cristina Fernández de Kirchner como presidenta. Dicha coalición quedó conformada, además del justicialismo, por el Frente Grande, el Movimiento Patagónico Popular, el Movimiento de Apertura Democrática y el Partido Renovación y Desarrollo Social. El intendente de General Roca, Carlos Ernesto Soria, que ya había sido candidato del justicialismo en 2003, anunció su intención de postularse nuevamente el 22 de octubre de 2010, casi un año antes de los comicios. El justicialismo se encolumnó rápidamente en torno a su candidatura debido a su buena posición en las encuestas, fortalecida debido a la imposibilidad de Saiz (quien lo había derrotado en 2003) de volver a ser candidato. Tras unos meses de acercamiento, Soria negoció que su compañero de fórmula y candidato a vicegobernador fuera el intendente de Cipolletti Alberto Weretilneck, del Frente Grande. La fórmula fue proclamada a finales de 2010, tiempo antes de la interna radical, recibiendo el apoyo unánime de los intendentes justicialistas de la provincia. Inicialmente ligado al duhaldismo, Soria se movió hacia el kirchnerismo durante su período en la intendencia de General Roca, recibiendo en esta ocasión un mayor apoyo por parte del gobierno nacional.
Con respecto a los terceros partidos, la legisladora provincial Magdalena Odarda fue nuevamente proclamada candidata de la Coalición Cívica ARI, cuya postulante presidencial a nivel nacional fue Elisa Carrió. En febrero de 2011, la dirigencia partidaria rechazó la idea de realizar un acuerdo con el sector del radicalismo liderado por Mendioroz, afirmando que «nada tiene que ver con nosotros el partido del gobierno». Sin embargo, la propia Odarda se había mostrado hasta cierto punto favorable a la idea de negociar con Mendioroz si este ganaba las primarias radicales, coalición que contaba con el visto bueno del candidato a vicepresidente del partido, José Adrián Pérez. El triunfo de Barbeito en las internas de la UCR impidió este acercamiento. El Partido Socialista, que había concurrido en solitario en las anteriores elecciones, decidió conformar una alianza, en simultáneo con la formación del Frente Amplio Progresista a nivel nacional. En Río Negro, la coalición se denominó «Confluencia para la Emancipación Rionegrina», y además del socialismo incluyó al Movimiento Proyecto Sur, al Partido Comunista Revolucionario, al Movimiento Libres del Sur, y al Movimiento Socialista de los Trabajadores. El candidato a gobernador de la alianza, resuelto mediante consenso entre las fuerzas el 11 de marzo de 2011, fue Omar Lehner, afiliado al socialismo y previamente integrante del justicialismo que había ejercido como ministro de Economía provincial durante el gobierno de Mario Franco (1973-1976) primer y en ese momento único gobernador peronista que había tenido la provincia. La candidata a vicegobernadora fue Mercedes Sarín, y el primer candidato a diputado provincial por lista poblacional fue el exconcejal de Viedma Juan José Teald.
Entre las formaciones ligadas a la izquierda trotskista, el Partido Obrero era el único representante del Frente de Izquierda y de los Trabajadores, coalición conformada a nivel nacional, que contaba con personería jurídica en la provincia. Su fórmula gubernativa fue íntegramente femenina y su candidata a gobernadora fue Amalia «Mali» Quintillán, con Norma Dardik como compañera de fórmula, mientras que Alejandra Velázquez encabezó la lista de legisladores poblacionales. Sus expectativas electorales eran modestas, afirmando que su intención era consagrar, por el momento, un diputado provincial. El Partido Comunista presentó también una fórmula gubernativa, con José Vergara como candidato a gobernador y Eliseo Antinori para vicegobernador. Rubén Terrille encabezaría la lista poblacional del partido para diputados provinciales.
Destacó la participación del Partido Demócrata Progresista, antigua formación nacional que no disputaba una elección en la provincia desde 1983, al momento de restaurarse la democracia. El partido presentó a Ernesto Saavedra como candidato a gobernador y Alicia Salicioni como candidata a la vicegobernación, ambos antiguos dirigentes del justicialismo que se identificaban con el peronismo no kirchnerista.
Las listas fueron oficializadas el 2 de agosto de 2011. Hubo siete fórmulas gubernativas y diez listas para legisladores poblacionales.

## Campaña
Nuevamente, la campaña estuvo polarizada entre los candidatos del Frente para la Victoria y la Concertación para el Desarrollo, alianzas que favorecían al gobierno nacional de Cristina Fernández de Kirchner (la cual buscaba su reelección en octubre). Esto desató críticas tanto de ciertos medios de comunicación como de los terceros partidos, que por segunda vez centraron su estrategia en acusar al justicialismo y al radicalismo de representar el mismo modelo, afirmando que Soria y Barbeito eran «un peronista y un radical peleando por ser el más K». En ese contexto, la estrategia de Soria fue mayormente plegarse a la campaña de Fernández de Kirchner a nivel nacional, realizando numerosas promesas sobre temas sanitarios y educativos, así como a revisar la situación del poder judicial de la provincia, muy cuestionado por denuncias de corrupción. Calificando la fórmula Barbeito-Arriaga como «una selección de mediocres», declaró que solo hablaría de sus competidores después de las elecciones, afirmando que percibía un deseo de cambio por parte de la población rionegrina, y que se centraría en proponerles una alternativa. A pesar de la actitud prescindente de Fernández de Kirchner con respecto a los comicios rionegrinos, la mayor parte de su esfera política sostuvo una actitud de «peronización» del kirchnerismo, y muchas figuras destacadas del oficialismo nacional concurrieron a la provincia a apoyar directamente a Soria, destacando el candidato a vicepresidente Amado Boudou y la ministra de Desarrollo Social de la Nación, Alicia Kirchner.
Barbeito, por su parte, enfrentaba el desgaste de su partido después de veintiocho años en el poder, así como el creciente apoyo del gobierno nacional a la candidatura de Soria, contrario a lo ocurrido cuatro años antes. Barbeito defendió el historial de gobierno de Saiz y cuestionó a Soria, afirmando que su relación real con el kirchnerismo había sido muy mala, mientras que la gobernación radical había trabajado durante siete años con la Concertación Plural sin que hubiera conflictos de importancia, declarando que eso «no cambiaría» si él llegara a ser gobernador. Sin embargo, Barbeito no pudo lograr un mayor apoyo del oficialismo nacional y no contaba con el respaldo de gran parte de su propio partido, volcado a la candidatura de Ricardo Alfonsín a nivel nacional. Durante la campaña, estalló un escándalo cuando se acusó a Barbeito de emplear fondos públicos para financiar punteros políticos, lo que llevó al dirigente justicialista y candidato a intendente de General Roca, Marín Soria (hijo del candidato a gobernador) a declarar: «en la lista de Barbeito hay candidatos a ir presos». Barbeito sería finalmente condenado por estas acusaciones en 2018. Magdalena Odarda, la candidata de la Coalición Cívica ARI, afirmó ser la única candidata del «antikirchnerismo», prometiendo en caso de resultar electa la protección de los glaciares de la provincia mediante reservas estratégicas, una mayor libertad de expresión y de prensa, y acusó a Soria y Barbeito de mantener una actitud «mendicante» para con el gobierno nacional.
En los últimos días antes de las elecciones, surgió la propuesta de realizar un debate televisado entre Soria, Barbeito y Odarda. Mientras que Barbeito y Odarda adhirieron a la propuesta, Soria la rechazó, descartando a sus dos oponentes como «el procesado y la fotocopia de Lilita Carrió», y afirmando «no tener ningún interés» en debatir posturas con ellos.

## Resultados

### Gobernador y vicegobernador
El resultado fue un holgado e histórico triunfo para la fórmula Soria-Weretilneck, del Frente para la Victoria, que logró el 51,04% de los votos positivamente emitidos sobre el 37,63% logrado por la fórmula Barbeito-Arriaga, de la Concertación para el Desarrollo, constituyendo la primera derrota electoral en una elección gubernativa rionegrina para la fórmula apoyada por la Unión Cívica Radical desde la restauración de la democracia. Implicó también la tercera victoria de un candidato sostenido por el Partido Justicialista en la provincia después de Arturo Amadeo Llanos (1962) y Mario Franco (1973). Con respecto al crecimiento de votos, FpV recibió 53.537 nuevas adhesiones, un crecimiento de (10,21%), y además del histórico cambio de gobierno, la contundencia del resultado fue también destacable. El 51,04% obtenido por Soria constituyó la primera mayoría absoluta de votos desde la lograda por Osvaldo Álvarez Guerrero en 1983, ubicándose, en ese momento, solo por debajo de esta victoria en cuanto a mayor porcentaje de votos logrado por un gobernador electo (aunque más tarde superada en 2015 y 2019 por Alberto Weretilneck y Arabela Carreras). En contraste, Barbeito, que fue el único candidato sostenido por más de una boleta, obtuvo un 24,41% de los votos dirigidos a la Concertación, un 7,01% dirigido al Partido Provincial Rionegrino (que ya había sostenido la colectora con el radicalismo en 2007), y un 6,22% para la formación Unidos por Río Negro, de reciente fundación. Esto implicó una caída de 18.646 sufragios (11,65 puntos) para el radicalismo, y de 7.724 para el PPR. El total de pérdida para la alianza radical fue de 48.726 votos (9,66 puntos). Pese a lo anterior, el resultado de Barbeito superó al de los gobernadores de facciones radicales que ganaron en 1958 y 1963, al obtenido por Horacio Massaccesi en 1987, al del propio Saiz en 2003, y de hecho fue el porcentaje de votos más alto logrado por un candidato radical que no resultó elegido, teniendo en cuenta el bajo segundo lugar de los dos candidatos radicales en 1962, el magro tercer lugar en 1973 y las debacles posteriores que diezmarían al partido.
Con respecto a las terceras fuerzas, muy atrás del bipartidismo, se ubicó en tercer lugar la fórmula Odarda-Ocampos, de la Coalición Cívica ARI, con el 5,51% de los votos. El binomio Lehner-Sarín, de la Confluencia para la Emancipación Rionegrina, obtuvo el 2,15%, lo que implicó de todas formas un crecimiento para el Partido Socialista, minoritario en la provincia, con respecto al 1,18% logrado en la elección anterior. El Partido Demócrata Progresista, por cuyo sello concurrían los candidatos peronistas disidentes Ernesto Saavedra y Alicia Salicioni, obtuvieron solo 4.695 votos exactos, un 1,47% de los votos, no logrando obtener prácticamente ninguna proporción importante del voto justicialista. En último puesto quedaron dos fórmulas ligadas a la izquierda, Quintillán-González (único binomio puramente femenino que compitió) con el 1,29% de los votos, seguido por la fórmula Vergara-Antinori, del Partido Comunista, con el 0,91%.
|  | 51,04 % |

|  | 24,41 % |

|  | 7,01 % |

|  | 6,22 % |

|  | 37,63 % |

|  | 5,51 % |

|  | 2,15 % |

|  | 1,47 % |

|  | 1,29 % |

|  | 0,91 % |

|  | 93,63 % |

|  | 4,87 % |

|  | 1,50 % |

|  | 100 % |

|  | 77,10 % |

### Legislatura
|  | 49,99 % |

|  | 50,42 % |

|  | 24,18 % |

|  | 24,00 % |

|  | 7,13 % |

|  | 7,69 % |

|  | 6,21 % |

|  | 5,37 % |

|  | 5,98 % |

|  | 6,08 % |

|  | 2,47 % |

|  | 2,58 % |

|  | 1,60 % |

|  | 1,91 % |

|  | 1,41 % |

|  | 1,41 % |

|  | 1,02 % |

|  | 0,53 % |

|  | 90,53 % |

|  | 87,96 % |

|  | 8,05 % |

|  | 10,61 % |

|  | 1,42 % |

|  | 1,43 % |

|  | 100 % |

|  | 100 % |

|  | 77,10 % |

|  | 77,07 % |

#### Resultados por circuitos electorales
|  | 58,31 % |

|  | 21,57 % |

|  | 5.87 % |

|  | 5,23 % |

|  | 4.91 % |

|  | 1,53 % |

|  | 1,19 % |

|  | 0,73 % |

|  | 0,67 % |

|  | 90,24 % |

|  | 8,50 % |

|  | 1,26 % |

|  | 100 % |

|  | 79,86 % |

|  | 42,91 % |

|  | 30,38 % |

|  | 11,83 % |

|  | 6,97 % |

|  | 4,22 % |

|  | 1,64 % |

|  | 1,31 % |

|  | 0,74 % |

|  | 91,82 % |

|  | 6,82 % |

|  | 1,36 % |

|  | 100 % |

|  | 80,33 % |

|  | 60,24 % |

|  | 21,57 % |

|  | 6,25 % |

|  | 6,13 % |

|  | 3,05 % |

|  | 1,82 % |

|  | 0,94 % |

|  | 81,91 % |

|  | 16,14 % |

|  | 1,95 % |

|  | 100 % |

|  | 78,35 % |

|  | 46,16 % |

|  | 14,74 % |

|  | 10,34 % |

|  | 8,41 % |

|  | 6,43 % |

|  | 5,41 % |

|  | 4,06 % |

|  | 2,69 % |

|  | 1,77 % |

|  | 88,85 % |

|  | 9,53 % |

|  | 1,63 % |

|  | 100 % |

|  | 71,81 % |

|  | 46,72 % |

|  | 28,97 % |

|  | 8,11 % |

|  | 8,08 % |

|  | 3,83 % |

|  | 2,82 % |

|  | 1,47 % |

|  | 82,22 % |

|  | 6,92 % |

|  | 0,86 % |

|  | 100 % |

|  | 74,27 % |

|  | 46,92 % |

|  | 44,68 % |

|  | 3,78 % |

|  | 3,43 % |

|  | 0,90 % |

|  | 0,29 % |

|  | 91,29 % |

|  | 8,29 % |

|  | 0,42 % |

|  | 100 % |

|  | 77,77 % |

|  | 35,09 % |

|  | 33,40 % |

|  | 12,02 % |

|  | 7,25 % |

|  | 5,48 % |

|  | 3,99 % |

|  | 1,76 % |

|  | 1,01 % |

|  | 85,99 % |

|  | 12,63 % |

|  | 1,38 % |

|  | 100 % |

|  | 78,34 % |

|  | 50,77 % |

|  | 27,99 % |

|  | 7,24 % |

|  | 6,64 % |

|  | 6,13 % |

|  | 1,22 % |

|  | 90,46 % |

|  | 8,64 % |

|  | 0,90 % |

|  | 100 % |

|  | 78,22 % |